# والتر بي 99
والتر بي 99 هو مسدس نصف آلي طورته ألمانيا من مصنع والتر للأسلحة في مدينة أولم , قامت ألمانيا بصناعته لمنحة لرجال الأمن والشرطة، بدلآ عن والتر بي 5 ووالتر بي 88.

## معرض الصور

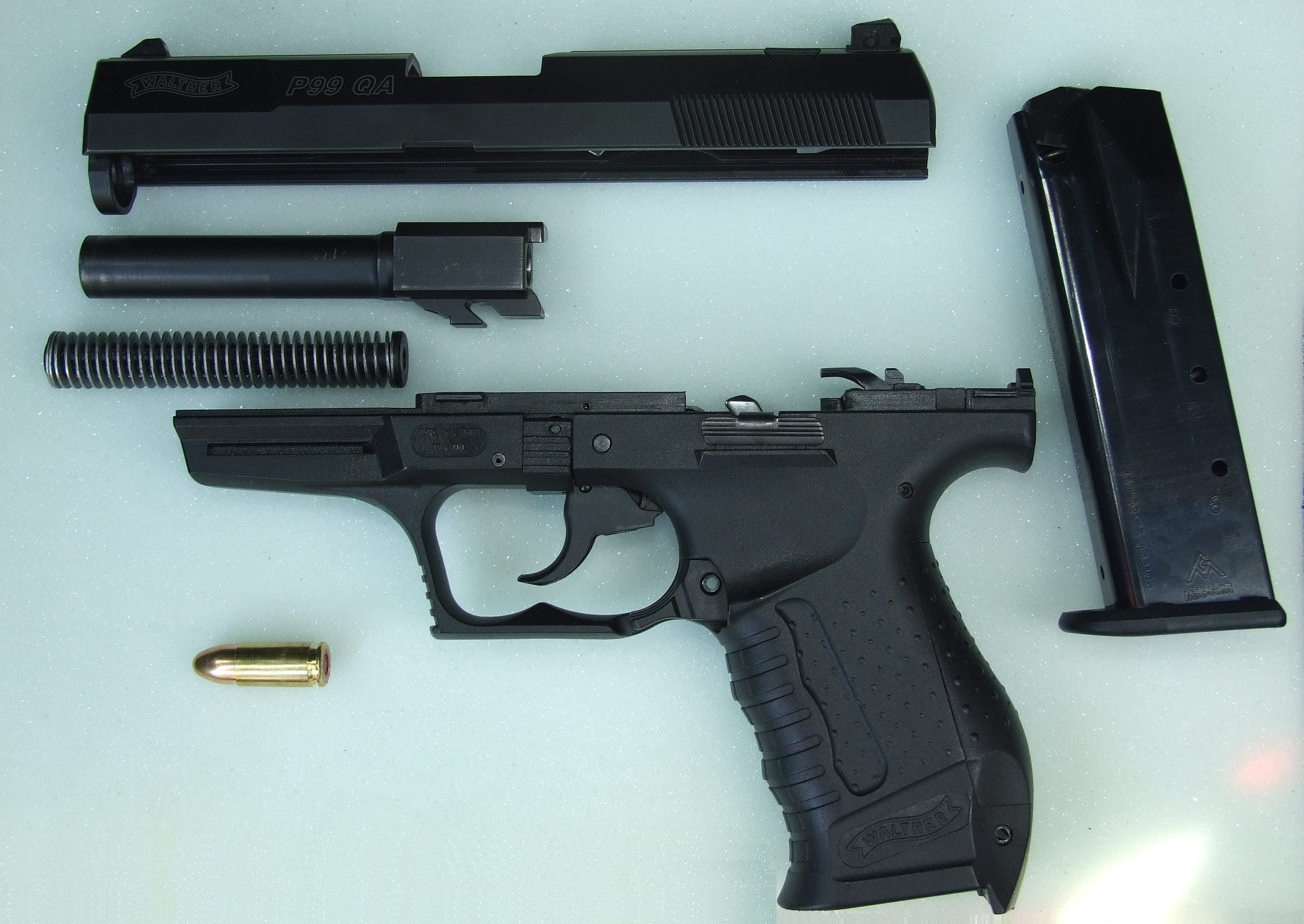
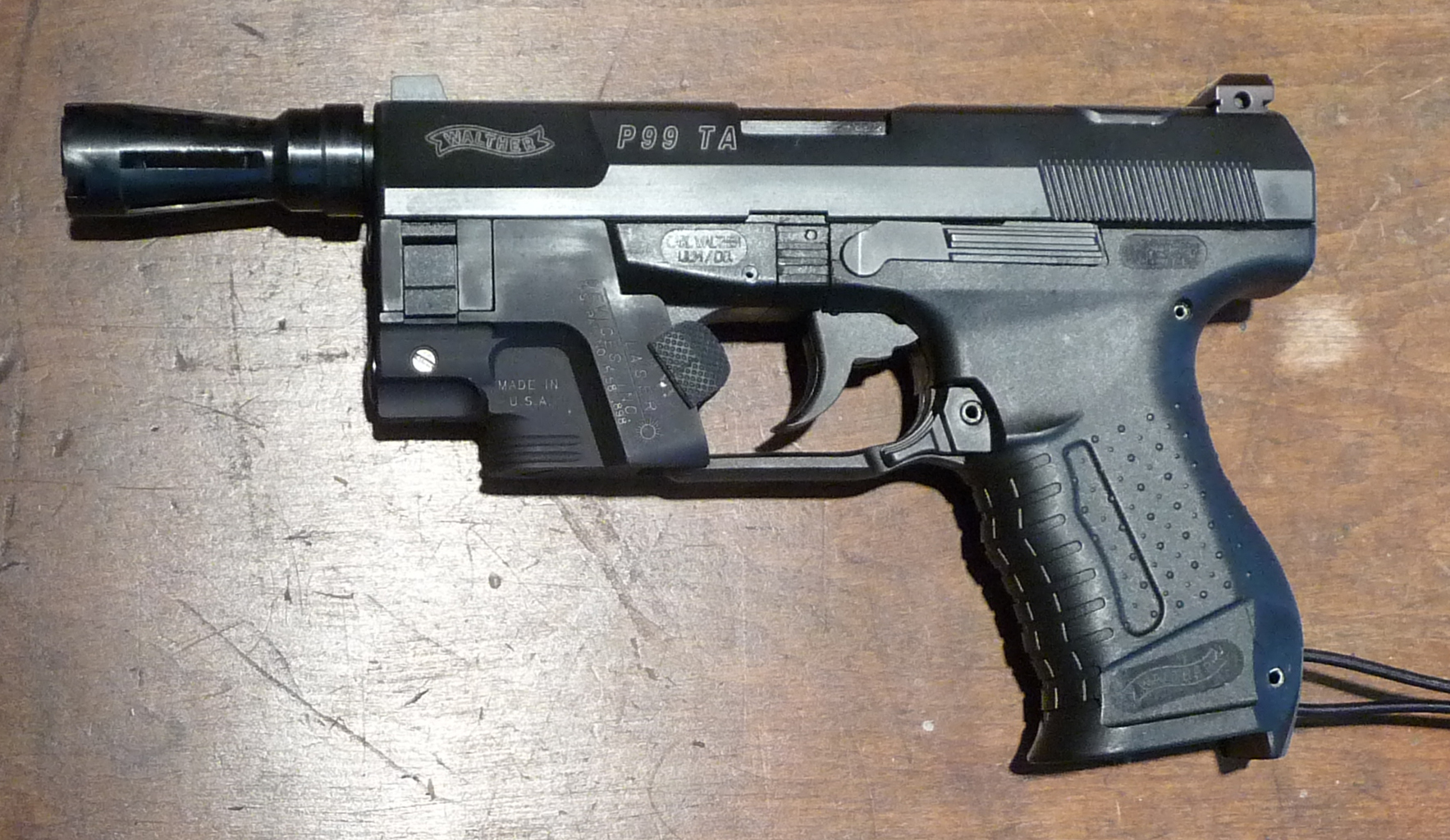
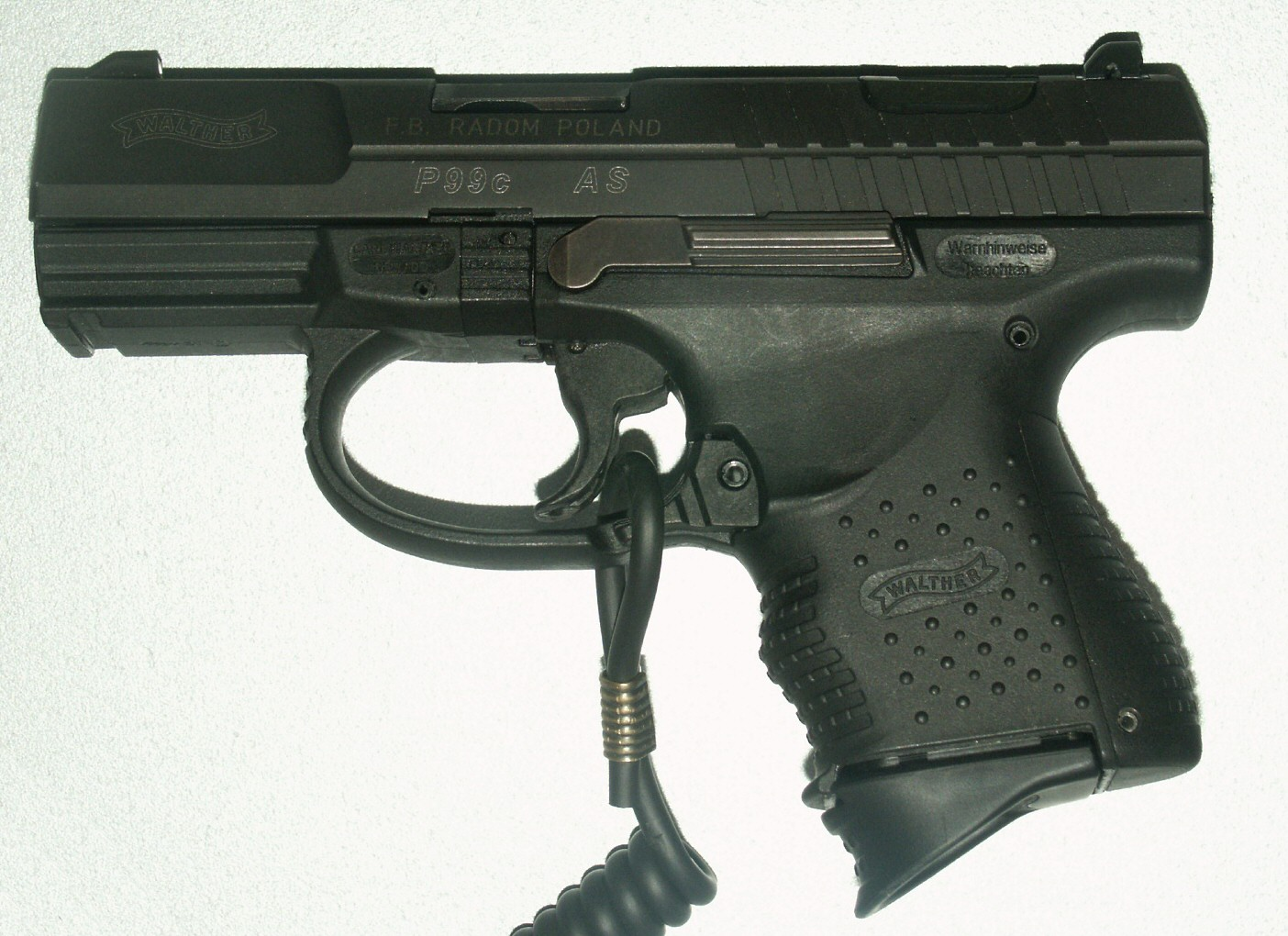

## المستخدمين
- كندا[1][2]
- إستونيا[3][4]
- فنلندا[5][6][7][8][9]
- ألمانيا[10]
- العراق[بحاجة لمصدر]
- أيرلندا[11]
- ماليزيا[12][13]
- هولندا[14][15][16]
- بولندا[17][18][19][20]
- البرتغال[21]
- تركيا[22][23][24]
- أوكرانيا[25]
- المملكة المتحدة[26]

## انظر ايضآ
- توكاريف
- مسدس

- P99 Semi-Automatic Pistols at Carl Walther Sportwaffen GmbH
- Walther 2008 Defense Catalog
- P99 Manual
- Walther Arms P99
- Walther P99 FAQ "Lenaburg Edition"
- Ken Lunde's SIG Pro FAQ
- Walther P99 at World Guns
- Walther Forums